# Clitoria magnifica
Clitoria magnifica är en ärtväxtart som beskrevs av Alf.Fern. och P.Bezerra. Clitoria magnifica ingår i släktet Clitoria, och familjen ärtväxter. Inga underarter finns listade i Catalogue of Life.